# Miwok
Los miwok son una tribu nativo-americana de California, del grupo lingüístico uti (miwok-costanoano). También son llamados mokelumni, mewuk o meewok 'hombre'. Comprende siete grupos dialectales:
- Talatui o Miwok de la Costa, al norte de San Francisco
- Olamentke o Miwok del Lago, en las llanuras del lago Clear
- Saclan o Miwok de la Bahía, en el delta del Sacramento y del San Joaquín
- Chumteya o Miwok de la Llanura, en el Alto San Joaquín y Sacramento
- Miwok de la Sierra, en el oeste, a los pies de los montes de Sierra Nevada, que se dividían en Chokuyem o Sierra Norte y Utian o Sierra Sur. El grupo más numeroso comprende los amador, tuolumne y mariposan

## Localización
Vivían en la Sierra Nevada, en las orillas del río San Joaquín. Actualmente viven en las reservas Jackson, Shingle Springs y Tuluomne Me-wuk de California.

## Historia
Ya fueron visitados en 1579 por Francis Drake, quien los describió como amables y pacíficos. En 1775 dijeron lo mismo el padre Vicente y el capitán Ayala, que visitaron su territorio. Los comerciantes rusos de Bodega Bay en 1793 y 1808 tenían totalmente prohibido abusar de ellos.
Siempre fueron pacíficos con los blancos, pero se mantuvieron independientes hasta que en 1821 fueron sometidos nominalmente por los mexicanos, que intentaron encerrarlos en misiones como la de San Rafael Arcángel (1817) y la de San Francisco Solano (1823).
En 1848, su territorio pasó a los EE. UU., por el Tratado de Guadalupe-Hidalgo, y su territorio tradicional quedó integrado en el Estado de California. Esto coincidió con la fiebre del oro en Mother Lode, dentro de territorio miwok, donde se destruyó su entorno ambiental.
Por esto en 1850, cuando la creación del Estado de California oprimió a los indios, su jefe Tenaya, que era un Paiute del lago Mono, luchó contra los blancos con los yokuts (Mariposan War), pero fueron vencidos por John Savage y su Mariposan War Battallion, que atacó Sierra Nevada, y los redujo en dos tercios. En 1852 se rindieron y fueron obligados a entrar en reservas. Dividieron su territorio en rancherías, y les tomaron sus mejores tierras, que se repartieron entre los blancos. En 1920 el agente de la BIA Terrell intentó colocar en otras rancherías a sus indios sin tierra, y en 1952 se intentó aplicar la Termination. Los miembros más destacados de la tribu han sido Greg Sarris y Wendy Rose.

## Demografía
Eran 700 en 1910, 491 en 1960 y sólo 300 en 1980, según Asher.
Según datos de la BIA de 1995, en la Ione Band de California había 536 habitantes, en la Ranchería Jackson había 27 (29 en el rol tribal), en la de Shingle Springs eran 185 habitantes, en la Ranchería Buena Vista sólo hay uno, en la de Chicken Ranch hay 10 (pero ninguno en el rol tribal), en la de North Folk hay 280 (ninguno en el rol tribal), en la de Big Sandy 200, en la de Cloverdale 273, en la de Cortina 178 (143 en el rol tribal), en la Ione Band of Miwok Indians hay 536 habitantes, en la Ranchería Sheep había un habitante, y en la de Tuluomne eran 291 (pero solo 51 en el rol tribal). En la de Auburn había 206 entre maidu y miwok.
Según el censo de 2000, había 5.539 miwok (de ellos, 2.961 puros).

## Costumbres
No se sabe demasiado de la cultura de los miwok de la costa. Probablemente recolectaban semillas y vivían en casas de palos cubiertos de tierra y semisubterráneas. Los hombres iban desnudos, y las mujeres llevaban un vestido que las cubría de cintura abajo.
Es más conocida la cultura de los del interior. Vivían a los pies de las colinas o en las tierras bajas, e iban a las montañas únicamente en verano o para cazar. Vivían en casas subterráneas cubiertas de tierra, pero en verano vivían en abrigos de montaña o en cobertizos. 
Su principal alimento eran las bellotas, las recogían maduras y almacenaban en cestos, machacándolas con morteros de piedra, y tamizando y aventando después hasta conseguir una harina amarilla que se depositaba en el fondo y en las paredes de un agujero poco profundo, hecho en el suelo, en la arena. Después se metía agua caliente, que penetraba en la tierra y eliminaba el ácido tánico; esta operación se repetía hasta que la pasta tenía un gusto agradable, se dejaba secar en trozos y se hacía pan. También comían verduras (bróquil, lechugas, lupinos, pepinos y tubérculos).

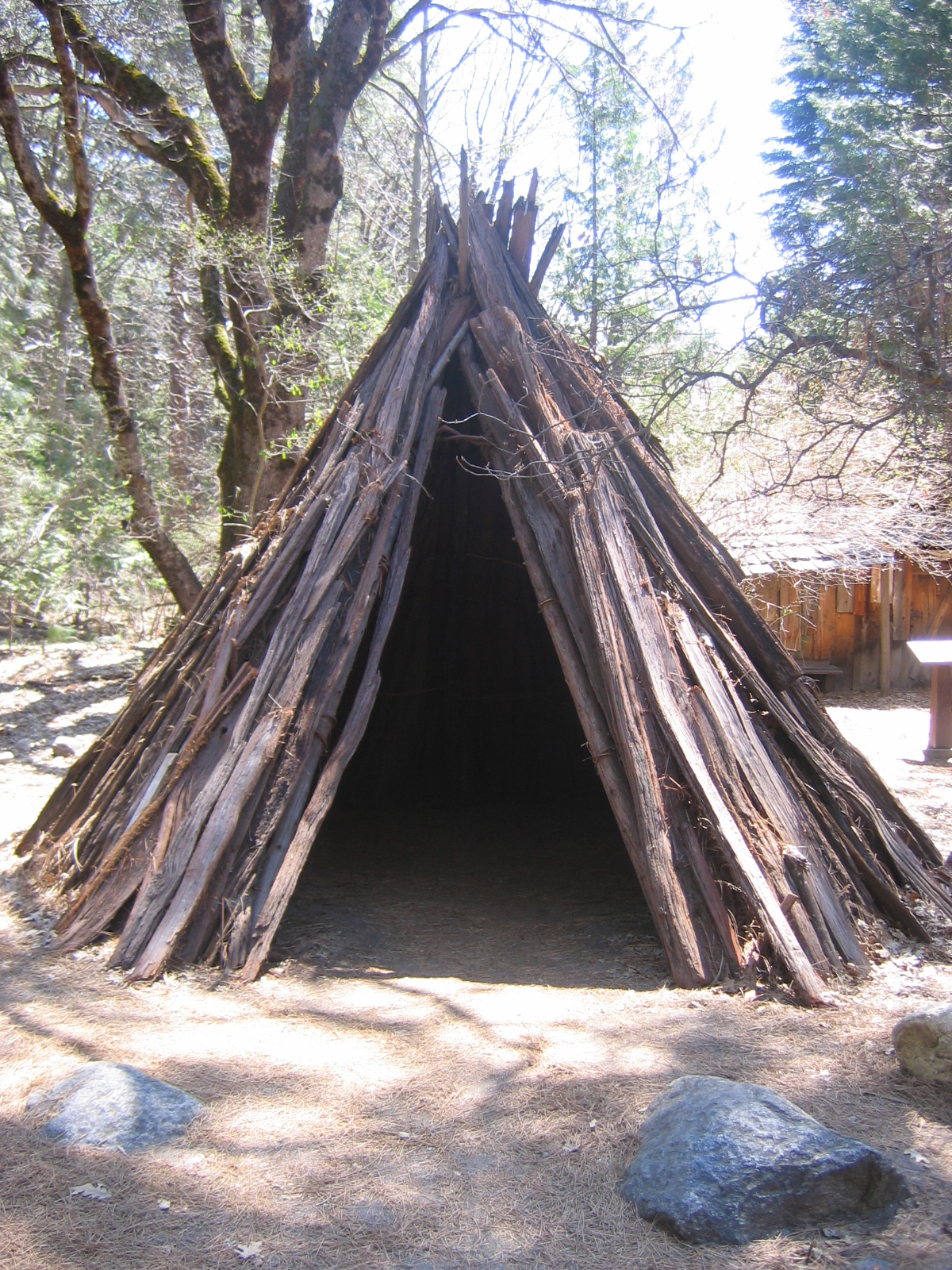
Reproducción de una casa miwok.

Fabricaban cestos, algunos muy elaborados y guarnecidos con plumas y bolas. No eran, en cambio, alfareros.
La sociedad estaba organizada en mitades contrastadas regidas por descendencia y matrimonio, y tenían rangos. Tenían capitostes y subcapitostes, y la mujer podía adquirir tales títulos mediante la línea masculina. 
Se tatuaban el cuerpo, o bien se lo pintaban.
Los del interior seguían el culto kuksu, cuya base espiritual no es muy bien comprendida. En él se incluían muchas variedades complicadas de rituales, muchas danzas individuales, apariciones de espíritus y disfraces con pieles de animales, curaciones, ayunos, ofrenda y oraciones acompañadas con silbatos de hueso, raspadores, sonajeros, tambores y flautas. Eran monógamos y fieles, y al morir se enterraban sus pertenencias.